# Yakovlev Yak-15
Lo Yakovlev Yak-15 (in caratteri cirillici Яковлев Як-15, designazione DoD Type 2, nome in codice NATO Feather) era un aereo da caccia monomotore a getto ad ala dritta progettato dall'OKB 115 diretto da Aleksandr Sergeevič Jakovlev e sviluppato in Unione Sovietica alla fine degli anni quaranta.
Impiegato negli anni successivi dalla Sovetskie Voenno-vozdušnye sily (VVS), l'Aeronautica militare sovietica, rimase operativo dal 1947 ai primi anni cinquanta fino alla sua progressiva sostituzione con il successivo Yak-17.
Derivato dal precedente Yak-3 ad elica, lo Yak-15 fu il primo caccia a reazione realizzato in Unione Sovietica. Fu uno dei pochi caccia, tra i quali il Saab 21R, ad essere una conversione di un modello di successo equipaggiato con un motore a pistoni, ma ebbe minor successo del suo pari ruolo Mikoyan-Gurevich MiG-9, realizzato successivamente; l'I-300, il prototipo di quest'ultimo, presentato nello stesso giorno, venne portato in volo due ore prima, sulla base dell'esito del lancio di una monetina.

## Storia del progetto
In data 9 aprile 1945, il Consiglio dei commissari del popolo contattò l'OKB Yakovlev richiedendo lo sviluppo di un nuovo caccia monoposto a reazione che fosse equipaggiato con il turbogetto Junkers Jumo 004 acquisito durante la controffensiva sovietica durante le ultime fasi della Seconda guerra mondiale. Al fine di velocizzarne la realizzazione, Yakovlev basò il progetto del nuovo modello (indicato come Yak-3-Jumo o Yak-Jumo) sull'ultima versione del suo Yakovlev Yak-3, un caccia di successo equipaggiato con un motore 12 cilindri a V. A tale fine dalla cellula Yak-3 venne rimosso il Klimov M-105 mentre lo Jumo 004 a reazione venne montato sotto la parte anteriore della fusoliera, in modo che i gas combusti uscissero dalla parte centrale del lato inferiore della stessa, protetta da una piastra in acciaio che la preservava dai danni causati dal calore del getto, dando al modello una configurazione "pod-and-boom".
Le modifiche apportate alla fusoliera originale, già realizzata in metallo, furono limitate, eccettuato il naso del velivolo. Questo venne riprogettato per accogliere, nella parte superiore, l'armamento basato su una coppia di cannoncini aeronautici Nudelman-Suranov NS-23 calibro 23 mm, un serbatoio di combustibile supplementare sopra il motore ed il motore stesso. Non vennero apportate modifiche alle semiali se non per l'eliminazione delle prese d'aria per il raffreddamento dell'olio e la curvatura del correntino in una forma ad U rovesciata per pulire il motore. L'impennaggio venne modificato solo nella deriva, leggermente ingrandita, mentre i piani orizzontali rimasero invariati. Il carrello d'atterraggio rimase invariato, un convenzionale triciclo posteriore retrattile nei suoi elementi principali, tranne che nel ruotino di coda, adottando un dispositivo a balestre per assorbire le asperità del terreno. In totale, il carico del combustibile a disposizione dello Yak-Jumo arrivava a 590 kg.
Le prove di rullaggio, iniziate nell'aprile 1945, rivelarono i primi problemi: la protezione termica risultò troppo breve in quanto il calore dallo scarico del motore riuscì a sciogliere il rivestimento in duralluminio della parte posteriore della fusoliera, così come sciolse la gomma dello pneumatico nel ruotino di coda. A fine dicembre venne quindi avviato un primo programma di modifica per correggere i problemi riscontrati. In quel periodo intanto venne completato un secondo prototipo, dotato di un ruotino di coda completamente in acciaio a dagli elementi orizzontali dell'impennaggio dalla maggiore apertura. Dopo alcuni test di rullaggio venne trasferito allo TsAGI per la fase di test alla galleria del vento in scala 1:1, prove che durarono fino al maggio. Il 26 dello stesso mese, il Consiglio dei commissari del popolo pubblicò le specifiche per l'aereo che avrebbe dovuto raggiungere una velocità massima di 770 km/h al livello del mare e di 850 km/h a 5 000 m (16 400 ft). Avrebbe inoltre dovuto essere in grado di salire a quella quota almeno in 4 min 30 s e possedere un raggio d'azione di 500 km al 90% della velocità massima. Entro il 1º settembre dovevano essere approntati due prototipi per i test di volo.
Secondo gli storici dell'aviazione Bill Gunston e Yefim Gordon, il 5 maggio 1945 i rappresentanti degli OKB 115 (Yakovlev) e 155 (Mikoyan Gurevich) affidarono alla sorte, lanciando una moneta, quale sarebbe stato il primo aereo a reazione sovietico a prendere il volo, lo Yak-Yumo od il concorrente I-300, prototipo del futuro Mikoyan-Gurevich MiG-9. In quel frangente Yakovlev perse e lo Yak-Jumo fece un giro dell'aeroporto due ore più tardi dell'I-300.
La fase di prove di volo aziendali si concluse il 22 giugno, tuttavia i primi successi nel campo dell'aviazione a reazione ebbero come conseguenza una nuova specifica, emessa dal Sovmin (Consiglio dei ministri dell'Unione Sovietica) il 29 aprile, per due prototipi equipaggiati con il motore Tumanskij RD-10 di costruzione sovietica (indicati come Yak-15, Yak-15RD10 o Yak-RD). A parte il nuovo motore, i requisiti differivano dalla precedente solo nell'autonomia, portata a 700 km alla velocità di crociera ottimale, e nella riduzione della tangenza massima a 14 000 m (45 930 ft). I due prototipi dovevano essere approntati per i test di volo entro il 1º settembre 1946.
Yakovlev riuscì facilmente ad adattare le cellule dei due prototipi già esistenti agli RD-10 ed uno dei due fu in grado di partecipare alla parata aerea di Tushino nell'agosto 1946. Il giorno dopo la dimostrazione aerea, Stalin convocò Artëm Mikojan e Aleksandr Jakovlev nel suo ufficio ordinando che i loro OKB avrebbero dovuto costruire 15 aerei per partecipare alla parata del 7 novembre sulla Piazza Rossa per commemorare il 30º anniversario della Rivoluzione d'ottobre. Per la costruzione del nuovo aereo venne scelto il GAZ 31 (Stabilimento statale Nr.31) di Tbilisi in quanto era lì assegnata la linea di produzione del convenzionale Yak-3 e sarebbe stata facilmente convertita alla realizzazione del nuovo caccia a reazione. Tutti i 15 esemplari vennero costruiti prima del termine e, benché non ancora completamente equipaggiati e dall'avionica incompleta, vennero dotati di un serbatoio di combustibile maggiorato in luogo dell'armamento. In seguito all'annullamento della sfilata due esemplari vennero modificati adottando un solo cannoncino calibro 23 mm, i quali iniziarono il programma di test statali per l'accettazione che durarono fino ad aprile 1947.
Dai test emersero una serie di problemi, sia progettuali che in quella configurazione impedivano un'evoluzione migliorativa del modello sia legati all'impiego operativo. L'ala a profilo spesso ereditata dallo Yak-3 limitava la velocità massima raggiungibile, inoltre la collocazione dell'ugello del motore, a causa del flusso d'aria calda in uscita verso il basso in fase di rullaggio, danneggiava la superficie della pista. Anche le condizioni dei piloti erano messe a dura prova in quanto era frequente che, causa gocciolamento del kerosene ed olio lubrificante sul motore, che questo generasse fumo che entrava nella cabina di pilotaggio, e, concludendo, anche il raggio d'azione del modello era piuttosto limitato. A parte tutto questo lo Yak-15 venne considerato dai collaudatori molto facile da pilotare, anche da chi era stato ai comandi solamente di caccia con motore a pistoni. Questo ultimo aspetto prevalse ed alla fine la VVS decise di accettare il modello nel ruolo di aereo da addestramento avanzato con il compito di impratichire i piloti che erano destinati ai futuri caccia a reazione.
Anche prima che i test di stato fossero stati completati, il Consiglio dei Ministri ordinò di avviarne la produzione nel mese di dicembre 1946, con un primo lotto di fornitura per 50 esemplari, che dovevano essere costruiti tra il gennaio e l'aprile del 1947, equamente diviso tra velivoli monoposto ed addestratori biposto ed armati con un solo cannoncino. In quella fase la versione biposto da addestramento incontrò gravi difficoltà di sviluppo così che tutti gli esemplari costruiti appartenenti del primo lotto erano monoposto. Cinquanta di questi hanno poi partecipato alla parata aerea di Mosca del 9 maggio (anniversario della vittoria nella Grande guerra patriottica) nel 1947. La produzione finale, conclusasi prima della fine di quell'anno, si attestò su 280 Yak-15 esclusi i prototipi.
Il primo esemplare del primo lotto di produzione costruito dalla GAZ No. 31 nell'autunno del 1946 fu un prototipo di versione biposto da addestramento, che resterà l'unico realizzato in quella configurazione. Il prototipo era caratterizzato da una fusoliera ridisegnata per ospitare anteriormente un secondo abitacolo destinato all'allievo pilota, al quale si accedeva da un comune tettuccio infulcrato su un lato, e da cui era accessibile l'armamento. Benché le differenze rispetto ai monoposto fossero limitate il suo sviluppo subì ritardi e le prove di volo aziendali non cominciarono che il 5 aprile 1947. I lavori di sviluppo su questo esemplare, inizialmente identificato come Yak-Jumo vyvoznoy, designazione poi mutata in Yak-21 anche se alcuni documenti lo citano come Yak-15V, Yak-15UT o Yak-21V, vennero annullati in conseguenza del successo ottenuto con la versione biposto da addestramento dello Yak-17 caratterizzata da un più moderno carrello d'atterraggio triciclo anteriore.
Il 29 aprile 1946, cinque giorni dopo che il Mikoyan-Gurevich I-300 e lo Yak-Jumo fecero il loro primo volo, il Consiglio dei ministri sovietico ordinò all'OKB diretto da Jakovlev di iniziare il progetto di una nuova versione dello Yak-Jumo dall'aerodinamica migliorata ed equipaggiata dal nuovo motore di produzione nazionale, l'RD-10. Benché il nuovo progetto, identificato come Yak-17-RD10, assomigliasse allo Yak-15 in realtà introduceva numerose migliorie tecniche: le ali furono interamente ridisegnate adottando un profilo laminare, le superfici del impennaggio furono ampliate e la cabina venne dotata di alcuni dispositivi per aumentare la sicurezza del pilota. Venne montato un seggiolino eiettabile che integrava nello schienale una blindatura, inoltre tutto il cupolino venne riprogettato per accogliere un parabrezza antiproiettile. Dato che la nuova ala aveva un profilo ridotto rispetto alla precedente, il carrello di atterraggio non poteva essere alloggiato nelle ali sottili così venne riprogettato per rientrare nella fusoliera. Nel progetto iniziale furono considerate due differenti ali ma alla fine si optò per quella dalla superficie da 15 m². I dati progettuali consentivano teoricamente allo Yak-17-RD10 di poter raggiungere alla quota di 5 000 m una velocità massima di 822 km/h, un significativo miglioramento della prestazione rispetto allo Yak-15. L'esemplare venne completato il 3 settembre e le prove a terra durarono fino al 26 settembre, tuttavia non venne mai portato in volo in quanto era già stato emesso un ordine di produzione per lo Yak-15 ed il tipo di carrello adottato era già considerato obsoleto.

## Impiego operativo
Dal 1947 gli Yak-15 iniziarono ad essere consegnati in piccole quantità ai reparti da caccia della VVS basati in Unione Sovietica, Polonia, Romania, Ungheria, e Manciuria (Oblast' dell'Amur) e destinati al ruolo di addestratori avanzati per la conversione di piloti dall'elica al getto. L'eccellente manovrabilità del velivolo ha poi permesso di essere informalmente utilizzato da alcune pattuglie acrobatiche per tutti i tardi anni quaranta.
Nel 1949 uno Yak-15 venne utilizzato per testare il prototipo di un nuovo sistema di rifornimento in volo. Destinato a svolgere un programma di test assieme ad un bombardiere Tupolev Tu-2 nel ruolo di aerocisterna, in volo svolse tuttavia solo prove di procedura simulate in quanto sia lo Yak-15 che il Tu-2 erano del tutto privi di apparecchiature atte a stivare e trasferire il combustibile.

## Varianti
Yakovlev Yak-21
versione biposto da addestramento caccia dello Yak-15, realizzato in un solo esemplare. Variante non avviata alla produzione in serie per il successo ottenuto dalla variante da addestramento del Yak-17.
Yakovlev Yak-17-RD-10
versione sperimentale dello Yak-21 motorizzato Jumo, caratterizzato da un'aerodinamica migliorata, dalla cabina di pilotaggio dotata di un seggiolino eiettabile è maggior protezione per il pilota. Realizzato in un solo esemplare non venne mai portato in volo.

## Utilizzatori
Unione Sovietica
- Sovetskie Voenno-vozdušnye sily

## Esemplari attualmente esistenti
L'unico Yak-15 sopravvissuto di cui si conosca l'esistenza risulta essere il "Giallo 37" esposto presso le strutture del Museo della Tecnica Vadim Zadorozhniy, nell'Oblast' di Mosca.